# Evoxymetopon
Evoxymetopon — рід морських риб родини Риби-шаблі (Trichiuridae). Живуть на глибині до 200 м в Атлантичному і на заході Тихого океану.
Описано три види риб роду Evoxymetopon:
- Evoxymetopon macrophthalmus (Chakraborty, Yoshino & Iwatsuki, 2006)
- Evoxymetopon poeyi (Günther, 1887)
- Evoxymetopon taeniatus (Gill, 1863)

## Ресурси Інтернету
- Вікісховище має мультимедійні дані за темою: Evoxymetopon
- Encyclopedia of Life[недоступне посилання з червня 2019]
- Animal Diversity Web
- ZipCodeZoo
- ITIS [Архівовано 3 жовтня 2016 у Wayback Machine.]
- GBIF [Архівовано 3 березня 2016 у Wayback Machine.]